# Ширинли, Улви Алим оглы
Улви Алим оглы Ширинли (8 сентября 1990 года) — российский самбист, чемпион России по боевому самбо, призёр чемпионата мира, мастер спорта России международного класса.

## Биография
Родился в Азербайджане. Отец — Алим Аббасович, газоэлектросварщик; мать Надежда — кулинар-кондитер. Сын занимался борьбой в школе олимпийского резерва. После того, как семья переехала в Калининградскую область Улви стал слушателем Балтийской государственной академии. В годы учёбы в академии был признан лучшим спортсменом Калининградской области.
Проходил военную службу в одном из подразделений ПВО. После окончания службы продолжил тренировки и выступления на соревнованиях. Вскоре вновь вернулся в строй: стал матросом гвардейской Белостокской бригады морской пехоты, оператором самоходной зенитной установки «Стрела-10». По месту службы ему создали условия для продолжения тренировок. Одним из первых результатов, показанных на новом месте службы, стало первое место на чемпионате Западного военного округа по армейскому рукопашному бою.

## Спортивные достижения
- Чемпионат России по боевому самбо 2011 года — ;

## Семья
Брат Фамил также занимается боевым самбо.